# Климент Малевски
Климент (Климе) Малевски (на македонска литературна норма: Климент Малевски) е свещеник, участник в прогласяването на независимостта на Македонската православна църква.

## Биография
Роден е на 10 октомври 1917 година в западномакедонския град Струга, тогава окупиран от Царство България по време на Първата световна война. Става свещеник и получава титлата протойерей ставрофор. Член е на Инициативния комитет за организиране на Македонската православна църква и участва в народните събори за провъзгласяване на автокефалията в 1968 и 1967 година. Служи като архиерейски наместник на Преспанско-Пелагонийската епархия. Носител е на награди от руския патриарх, йерусалимския патриарх и гръция архиепископ, както и на орден „Свети Климент“ III степен от Синода на Македонската православна църква. Превежда заедно с Филип Каваев на македонски литературен език житието на Климент Охридски.
Умира на 18 юли 2002 година.